# القرية التالية
القرية التالية (بالألمانية: Das nächste Dorf) قصة قصيرة ألمانية من تأليف الكاتب التشيكي فرانز كافكا، كتبها بين عامي 1917 وحتى 1923، تظهر القصة في 1919 في مجموعة من قصص كافكا القصيرة «طبيب ريفي» (Ein Landarzt) القصة تظهر رجل كبير في السن يتكلم كيف أن الحياة قصيرة جداً حتى للوصول إلى القرية المجاورة.